# Bhogenahalli, Gudibanda
Bhogenahalli là một làng thuộc tehsil Gudibanda, huyện Kolar, bang Karnataka, Ấn Độ.